# John Addison Fordyce
John Addison Fordyce (Contea di Guernsey, 16 febbraio 1858 – 4 giugno 1925) è stato un dermatologo statunitense.
Insegnante di dermatologia a New York, il suo nome è indissolubilmente legato alla malattia di Fox Fordyce.